# Cribrinopsis williamsi
Cribrinopsis williamsi är en havsanemonart som beskrevs av Oscar Henrik Carlgren 1940. Cribrinopsis williamsi ingår i släktet Cribrinopsis och familjen Actiniidae. Inga underarter finns listade i Catalogue of Life.